# Mount Nagata
Mount Nagata ist ein 2140 m hoher Berg im ostantarktischen Viktorialand. In den Bowers Mountains ragt er 3 km östlich des Mount Gow auf. 
Das Advisory Committee on Antarctic Names benannte ihn 1984 nach dem japanischen Geophysiker Takesi Nagata (1913–1991), einem Pionier in der Erforschung des Paläomagnetismus.